# Contribuição sobre Bens e Serviços
A Contribuição sobre Bens e Serviços (CBS) será um tributo federal brasileiro sobre o valor agregado que substituirá o PIS, a Cofins e o IPI em 2027. O imposto foi prescrito pela reforma tributária brasileira de 2023.

## História
O Contribuição sobre Bens e Serviços é prevista pela Emenda Constitucional n° 132 de 2023, que estabeleceu uma reforma tributária e foi promulgada em dezembro de 2023 pelas Mesas da Câmara dos Deputados e do Senado Federal. O objetivo da reforma é simplificar o sistema tributário brasileiro e evitar distorções em seus regimentos entre os diferentes entes federativos.
Em 2026, a CBS e o IBS passarão a ser testados a nível nacional, mas não haverá o recolhimento efetivo, com o objetivo de testar a viabilidade do novo modelo bem como realizar as adaptações necessárias. No teste, as empresas deverão emitir na nota fiscal um valor destacado do que corresponderia a 0,9% de CBS sobre o produto a ser vendido e 0,1% no caso do IBS.
Em 2027, entrará em vigor o Imposto Seletivo, bem como a cobrança efetiva da CBS federal. No mesmo ano, serão extinto o PIS, a Cofins, e o IOF/Seguros e ocorrerá a isenção de IPI (exceto para os produtos industrializados na Zona Franca de Manaus).

## Base de Cálculo
A CBS irá incidir sobre a receita bruta das empresas na venda de bens e serviços e adotará um sistema de não cumulatividade, por meio do qual as empresas poderão descontar, o imposto que foi pago nas etapas anteriores da cadeia produtiva.